# 学友会
学友会（がくゆうかい）とは、主に学生に関する活動を行う団体。学生だった者に関する活動を行う団体もある。

## 概要
学友会という用語には、具体的な活動範囲や組織の運営方法などについて典型的な類型がないので、各団体がそれぞれの事情にあわせて活動範囲や組織の運営方法を決めている。
以下に、学友会という名称である団体の主な類型を記載する。

## 学生団体
特定学校の（又はその中の特定要件を満たす）学生を中心とする自治的な組織の名称として使用されることがある。具体的には以下の例があり、団体によっては以下の複数の特徴を併せ持つ団体もある。

### 主に部活動に関する活動を行う学生団体
部活動を援助することを実際上の目的として組織される団体の名称として使用されることがある。なお、団体によってはサークル活動の援助も目的に含む場合もある。
体育会・文化会・サークル連合などの連合組織である場合もあるが、部活動を直接傘下におさめている場合もある。
このような団体は、部活動等に所属している学生のみで組織される場合もあるが、学内の全学生で組織される場合もある。

### 教職員との関係が密な学生団体
自治的ではあるが、学長を会長にするなど、教員や事務職員などと密接な関係にある団体の名称として使用されることがある。
活動内容としては、部活動に関する活動を行う団体や学生自治会に類似した活動を行う団体がある。
組織運営上、学校・教職員が一定の発言権・決定権を持っていることもある。

### 学生自治会
学生自治会の名称として使用されることがある。

### 外部の団体等の影響下・支配下にある学生団体
元来、学生による自治的な組織であったまたはそれを標榜して設立された組織で、現在は外部の政治思想団体などの強い影響下・支配下にある団体であっても名称として使用することがある。外部の団体などが、学生団体を影響下・支配下に置く過程で偽装サークルを使用する場合もある。外部の政治思想団体などが過激派等の暴力を使用する団体やそれらと関係している団体であることもある。
最近は学校の対応も厳しくなっており、教育活動の保護、研究活動の保護、学生の人権擁護などを理由として、外部の政治的党派などに実質支配されている団体に対して非公認、構内施設の借用禁止などの処置を講じるようになってきている。例えば、岡山大学は、1995年に岡山大学学友会を学生による自主的な運営がされていないなどの理由により解散している（学友会の事業のうち学生に必要とされたものは、新設された岡山大学校友会が実質的に引き継いでいる。また、最高裁判所の判決では、岡山大学が岡山大学学友会の設立を承認していること、現在の活動が設立趣旨に反している上に改善も困難であることなどから、岡山大学の決定で岡山大学学友会を解散することが認められた。最高裁判所第三小法廷判決　事件番号平成15(受)910）。

## 同窓会
同窓会（同じ学校を卒業した者によって設立される非営利団体）の名称として使用されることがある。こちらは校友会とも称する。

## その他
海外からの学生への日本語教育を行う組織であった、財団法人国際学友会や財団法人関西国際学友会の名称として使用されていた（これらの財団法人は整理され、独立行政法人日本学生支援機構に業務移管した）。